# モデナ・レッジョ・エミリア大学
モデナ・レッジョ・エミリア大学 (伊: Università degli Studi di Modena e Reggio Emilia、英: University of Modena and Reggio Emilia) は1175年に創立されたイタリアのエミリア＝ロマーニャ州のコムーネであるレッジョ・エミリアとモデナにまたがる大学で、イタリアで最も古い大学の一つである。現在は約2万人の学生を擁する。
中世大学 (ストゥディウム・ゲネラーレ) としての大学は1338年に廃止され、学位を与えない「3つの公共講座 ("three public lectureships")」に改組されたが、1590年代に「資金不足 ("for lack of money")」により休止に追い込まれた。モデナでは1680年代まで休止していて、1685年までは教皇からの設立許可もでていなかった。

## 組織
大学には20の学部がある。うち8学部がモデナにある。
- 生命科学部 (Faculty of Biosciences and Biotechnologies)
- 工学部 (Faculty of Engineering)
- 法学部 (Faculty of Law)
- 文学部 (Faculty of Literature and Philosophy)
- 経済学部 (Faculty of Economics)
- 理学部 (Faculty of Mathematical, Physical and Natural Sciences)
- 医学部 (Faculty of Medicine and Surgery)
- 薬学部 (Faculty of Pharmacy)

レッジョ・エミリアには4学部がある。

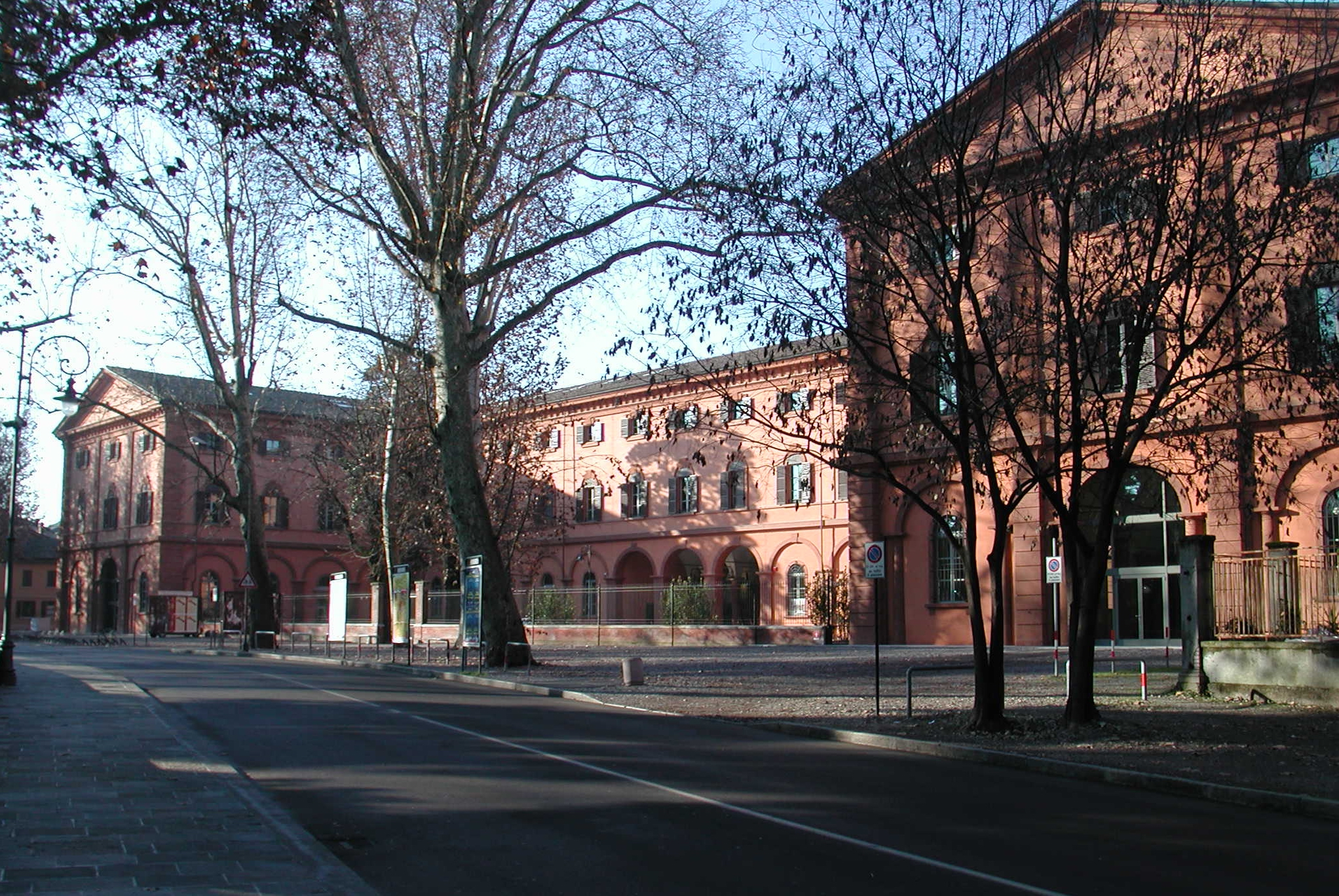
レッジョ・エミリアのキャンパス

- 農学部 (Faculty of Agricultural Sciences)
- 通信経済学部 (Faculty of Communicationn and Economic Sciences)
- 教育学部 (Faculty of Education Sciences)
- 工学部 (Faculty of Engineering)

## 施設
- モデナ・レッジョ・エミリア大学植物園